# یوروتاور
یوروتاور (انگلیسی: Eurotower) ساختمان اداری ۳۹ طبقه مستقر در شهر فرانکفورت است، که در سال ۱۹۷۷ احداث گردید.